# The Lord of the Rings Online
The Lord of the Rings Online: Shadows of Angmar (Tradução literal: O Senhor dos Anéis Online: Sombras de Angmar), comumente abreviado para LOTRO, é um MMORPG que se passa no mundo criado por Tolkien - a Terra-Média durante os acontecimentos de O Senhor dos Anéis. Foi desenvolvido pela Turbine, e lançado em 24 de Abril de 2007 nos Estados Unidos, Canadá, Japão, Austrália e Europa. Era chamado inicialmente de Middle-earth Online (Terra-média Online).
LOTRO foi desenvolvido pela Turbine. Originalmente ele era somente para assinantes, mas tornou-se Free-to-Play (com a opção de pagamento mensal para ser VIP, e receber conteúdo extra). No dia 17 de Novembro de 2008 foi lançada a primeira expansão: Mines of Moria. A segunda expansão, Siege of Mirkwood, foi lançada no dia 1 de Dezembro de 2009. Um terceiro pacote de expansão, Rise of Isengard, foi lançado em 27 de setembro de 2011. E em 15 de outubro de 2012 foi lançada a quarta expansão: Riders of Rohan.
O NPD Group informou que o jogo era "o terceiro MMORPG mais jogado em 2010", com a Turbine citando a mudança para o modelo Free-to-Play a razão de tal crescimento.

## Histórico de produção
A Sierra anunciou que havia licenciado o desenvolvimento de um MMORPG sobre a Terra-média em 1998. Isso causou alvoroço entre os fãs que já estavam ansiosos pelos filmes de O Senhor dos Anéis. A princípio havia dúvidas quanto ao sistema. O mais debatido foi a ideia de "permadeath": quando um jogador morresse no jogo, ele estaria permanentemente morto (a maioria dos MMORPGs o personagem ressuscita com algumas penalidades). A Sierra teve problemas financeiros em 1999 e substitui a equipe que estava desenvolvendo o jogo.
A Sierra havia confirmado que o desenvolvimento do MMORPG ainda estava em progresso, mas não iria divulgar nenhum dos detalhes nos próximos anos. Vivendi Universal Games, filial da Sierra, adquiriu por oito anos os direitos de produzir jogos eletrônicos baseados nos livros de O Senhor dos Aneis em 2001. Finalmente, Vivendi anunciou um acordo com a Turbine em 2003 para produzir Middle-earth Online (Com lançamento previsto para 2004). Em Março de 2005, Turbine anunciou que havia comprado os direitos para fazer MMOs baseados na literatura de Tolkien, e a Turbine assumiu os impostos de publicação de The Lord of the Rings Online da Vivendi. O Closed Beta foi anunciado em 8 de Setembro de 2006, sendo o lançamento oficial realizado em 24 de Abril de 2007.

## Jogabilidade
O tema do jogo é baseado nas obras O Senhor dos Anéis e O Hobbit. No entanto, a Turbine não tem direitos a nenhum outro trabalho de Tolkien (como O Silmarillion e Os Filhos de Húrin). Grande parte da jogabilidade é típica do formato MMO: O jogador controla um personagem que pode se mover pelo mundo do jogo e interage com outros jogadores, personagens não-jogadores (controlados pelo computador, conhecidos como NPC) e outras entidades do mundo virtual. A câmera pode ser alterada entre primeira pessoa e terceira pessoa (nesta última opção, o jogador pode girar a câmera livremente em relação ao personagem). Personagens ficam melhores subindo de nível. O nível de um personagem aumenta ao receber uma determinada quantidade de pontos de experiência, através de quests e combates PvE (player versus environment). Habilidades do personagem são melhoradas com o aumento de nível do mesmo, mas estas são compradas de alguns NPCs, após cada ganho de nível.
A história central (conhecida como "Epic Quest Line", ou Missões Épicas) é apresentada como uma série de "Livros", cada um consiste numa série de quests, chamadas "Capítulos". Havia, no lançamento do jogo, oito livros, com novos livros adicionados a cada atualização do conteúdo. Nestas missões são apresentados vários personagens da mitologia tolkieniana.
A Terra-média, representada em LOTRO, implementa a magia de uma forma diferente de outros jogos do estilo (como World of Warcraft). Há apenas cinco magos no mundo, nenhum é controlado pelo jogador. Em vez disso, há habilidades ativas, que exigem "Poder" (o equivalente a pontos de magia ou mana). Algumas habilidades se comportam como mágica (como a cura), mas são baseadas em folclore. Além disso, objetos e artefatos são utilizados para criar efeitos similares a magia.
Ao contrário de outros jogos de RPG, o equivalente a saúde (ou pontos de vida), em LOTRO, é "Moral" - e pode ser aumentada através da alimentação, descanso, música e gritos de guerra. O jogo também dá ênfase na culinária e agricultura no sistema de profissões, em coerência com a caracterização dos hobbits, nos escritos de Tolkien.
Outras características incluem um sistema de viagem rápida e um registro de quests detalhado, com rastreador e história.

### PvP
Combates player versus player (PvP) podem ser realizados convidando outro jogador para praticar 1x1, ou em outra jogabilidade chamada Monster Play ou Player versus Monster Player (PvMP).
Monster Play é destravado quando o jogador atinge o nível 10 com algum de seus personagens, eles poderão jogar com um monstro de nível 75. Somente um tipo de monstro está disponível gratuitamente; outros monstros podem ser comprados separadamente, ou todos podem ser liberados enquanto o jogador estiver pagando mensalidade. Estes jogadores monstros (também conhecidos como creeps) possuem suas próprias missões, títulos e façanhas (Deed), e combatem os heróis (personagens de nível 40 e acima, conhecidos como freeps) em Ettenmoors.
Heróis e monstros lutam pelo controle de várias fortalezas nos Ettenmoors, das quais 5 podem ser tomadas. Quando um dos lados possui 2 postos, eles são capazes de entrar no Delving of Frór, uma dungeon abaixo de Ettenmoors. Postos são versões menores de fortalezas e exigem menos combatentes para serem tomadas. Tal como as expansões Mines of Moria e Siege of Mirkwood, a quantidade de postos necessários para entrar em Delving of Frór caiu para 2, para que tanto creeps quanto freeps pudessem entrar simultaneamente (5 postos no total, 2 necessários para entrar).
Ambos os jogadores, monstros e heróis, ganham Rank nos Ettenmoors ao derrotar o lado oposto. Monstros recebem infâmia por matar um herói, e heróis recebem fama por matar um jogador monstro. Há 15 níveis de rank, começando em Lacaio e terminando em Capitão-General (para os heróis) e os monstros começam em Perseguidor e terminam em Tirano. Subir de Rank permite ao jogador comprar equipamentos específicos e armaduras (para os heróis) e os monstros podem melhorar seus status de Moral, Poder e armadura.
Outro aspecto do desenvolvimento do personagem é a inclusão de Destiny Points (pontos de destino). Destiny Points são concedidos ao subir de nível ou completando missões e podem ser usados para aumentar algumas habilidades do jogador, temporariamente. Como um monstro, Destiny Points são usadas para comprar skills e traits. Monstros ganham Destiny Points controlando uma fortaleza, matando heróis ou completando missões. Os pontos ganhos por um jogador são compartilhados por todos os seus personagens, tanto heróis como monstros.
Muitos jogadores contam com ataques em grupos para ganhar infâmia ou fama. Em um grupo de ataques, os pontos ganhos são divididos entre os diferentes membros, por um lado as mortes acontecem mais rapidamente, porém o ganho de pontos é menor. Muitas vezes ataques em grupos são organizados usando recursos externos ao jogo (como um programa de conversa via voz), sendo mais recorrentes em servidores com muitos jogadores.

## História
A história do jogo vai progredindo de acordo com as Epic Quests. Na primeira expansão você participa da história logo após Frodo deixar o Condado. Essa história é dividida em 15 "livros". Esses livros foram sendo liberados para os jogadores de acordo com o tempo. Os volumes são conjuntos de livros, ou seja, são conjunto de capítulos da história. Na primeira expansão, Shadows of Angmar, os jogadores tiveram acesso a várias Epic Quests, que foram divididas em 15 "livros" (capítulos).
Volume I - Shadows of Angmar:
- Livro I - Stirrings in the Darkness:

Depois das introduções ao jogador, os personagens são mandados para Aragorn, que precisa de ajuda contra os Blackwolds, um grupo de humanos leais ao "Inimigo". Depois de ajudar Aragorn e os Rangers, você encontra Tom Bombadil para destruir um monstro. Depois de derrotar o monstro, você volta para Bree, e descobre que Aragorn saiu com Frodo, Samwise, Peregrin e Meriadoc; e você encontra Gandalf, que estava atrasado para encontrar com os Hobbits. Antes que Gandalf saia para encontrar com Aragorn e os Hobbits, ele te pede para encontrar um feiticeiro, Radagast.
- Livro II - The Red Maid:

Você encontra o Ranger Candaith, que tenta te ajudar a encontrar Radagast. Mas antes que você possa procura-lo você luta com um grupo de orcs. Depois, Candaith encontra Radasgast e você vai ajudá-lo contra o "Inimigo" e acaba derrotando Ivar the Bloodhand, um grande aliado do Witch-King. Depois você é mandado para North Downs para ajudar os Rangers.
- Livro III - The Council of the North:

Você luta contra as forças de Angmar depois de unir os homens de Trestlebridge, os Anões de Dori e os Elfos de Gildor. Depois disso você vai para Rinvendell, onde Frodo chegou a salvo com o Anel¹.
- Livro IV - Chasing Shadows:

Você persegue um Nazgûl (cavaleiro negro) que estava impedindo que a Sociedade do Anel saísse de Rivendell. Você o força a recuar até Misty Mountains junto com Legolas, Elladan e Elrohir, e ainda derrota trolls. Você o persegue até encontrar Glóin e Gimli em um campo.
- Livro V - The Last Refuge:

Sua procura pelo Nagûl te leva até o último refugio de Skorgrim e os Dourhands. Você os derrota em um ataque liderado por Gimli. Mas simplesmente o Nazgül foge para Helegrod onde um dragão ancião, Thorog, reviveu para servir o "Inimigo". Mas você chega em tempo e derrota o Nazgûl. Depois de deixar Rivendell salva, você move para Angmar.
- Livro VI - Fires in the North:

Alguns Rangers foram para Angmar, quando você chega lá, descobre que um Ranger tentou passar em Rammas Deluon. Rammas Deluon é uma série de estátuas mágicas que enfraquecem ou até mesmo matam quem passam por elas. Depois de passar você encontra um acampamento de anões onde estão várias pessoas vivas.
- Livro VII - The Hidden Hope:

Você é informado que um Ranger, Golodir, chegou em Gath Forthnir, no norte. Lá você encontra a filha de Golodir que está liderando outros Rangers, pois Golodir fora capturado por Mordirith. Então os Ranger liderados pela filha de Golodir vão atacar Mordirith em Carn Dûr. Infelizmente a filha de Golodir morre, mas Mordirith liberta Golodir.
- Livro VIII - The Scourge of the North:

Golodir encontra uma poderosa espada e junto com você invade Carn Dûm novamente, e desta vez, mata Mordirith. Mas infelizmente, Golodir deixa sua "palantír" cair (uma espécie de bola de cristal). Seu "palantír" é pego pela misteriosa Sara Oakheart.
- Livro IX - Shores of Evendim:

Você descobre que Sara não é ninguém mais que Amarthiel, que está do lado do Witch King. Ela usa o "palantír" para comunicar com Sauron. Você e os Rangers derrotam vários cavaleiros de Mordirith, mas nada adianta, Amarthiel só vai ficando mais forte, e só vai recuando, até chegar em Annúminas.
- Livro X - The City of Kings:

Agora em Annúminas, você e os Rangers liderados por Calenglad, e junto com o Elfo Laerdan se preparam na batalha massiva de Annúminas. Depois de capturar um soldado de Amarthiel, Laerdan se revolta e resolve tentar matar Amarthiel sozinho. Você e os Rangers conseguem pegar o "palantír" novamente, mas o Elfo Laerdan fica para trás. Antes de recuperar o "palantír", Amarthiel conseguiu descobrir onde seu poderoso e antigo anel se localizava, e ela o quer de volta.
- Livro XI - Prisoner of the Free Peoples:

O soldado de Amarthiel, Mordrambor, consegue sair da prisão e mata muitos Rangers. Você tenta achar o anel primeiro que Amarthiel, nas ruinas de Trollshaws. Amarthiel diz já ter encontrado o anel, mas Elrond não acredita e ainda procura pelo anel.
- Livro XII - The Ashen Wastes:

Amarthiel pega Laerdan, e o leva para Angmar, onde o tortura até revelar onde estaria o anel. Mas você consegue encontrar Laerdan e Elrond descobre que ele quebrou o anel em duas partes. Laerdan diz também que não vai descansar até que sua filha, Narmeleth seja salva.
- Livro XIII - Doom of the Last-King:

Para descobrir mais sobre a outra parte do anel, você vai para Forochel. Você recebe ajuda de um fantasma durante sua procura. No meio da procura você descobre que Mordrambor trai Amarthiel, e os dois começam a lutar, mas você não vê a luta, pois encontra a outra metade o anel e então vai para Rivendell.
- Livro XIV - The Ring-forges of Eregion:

Ainda tentando salvar Narmeleth, Laerdan vai com as duas metades do anel para Eregion mas Amarthiel o engana e pega as duas parte do anel para ela. Rivendell manda vários guerreiros para Eregion para evitar a reforja do Anel, mas já é tarde, pois Amarthiel já possui o poder completo do Anel, durante a batalha contra Amarthiel, Mordrambor a chama para fora e você descobre que Mordirith está de volta e mais forte. Amarthiel pensa que pode derrota-lo com o anel, mas durante a batalha Laerdan surge tentando salvar sua filha, mas é morto por Mordirith, Mordrambor derrota Amarthiel cortando sua mão e se apoderando do Anel, Mordirith e Mordrambor retornam para Angmar.
Presenciando a morte de Laerdan, Narmeleth retoma a consciência, deixando de ser Amarthiel.
- Livro XV - Daughter of Strife

Narmeleth para se redimir de seus erros decide destruir o anel e derrotar de uma vez por todas Mordrambor e Mordirith, após derrotar Mordrambor, Narmeleth destrói o anel e no fim se sacrifica para derrotar definitivamente Mordirith.
¹ - O Anel é escrito com letra maiúscula por causa da importância que tem no mundo da Terra-Média e no conto de J.R.R.Tolkien.

## Fatos
- Turbine introduziu uma nova forma de combate PvP, chamada "Player versus Monster-Player (PvMP)", no jogo jogadores poderão, temporariamente controlar monstros.
- O jogo é baseado em o Senhor dos Aneis e O Hobbit. A Turbine não possui os direitos sobre O Silmarillion.
- Ângulos de câmera são disponíveis em Primeira Pessoa e Terceira pessoa.
- Jogadores tem várias opções para jogar o jogo: sozinho, em grupo, praticando profissões ou PvMP.
- Grupos são chamados de "fellowship" (Comitiva) e são compostas de no máximo 6 jogadores.
- Você pode ainda se associar a guildas de jogadores, aqui chamadas de "Kinships"
- Turbine não possui planos para lançar  expansão com as raças "más" (Orcs, Semi-orcs, Trolls, etc) totalmente jogáveis.
- O jogo possibilita o personagem comprar uma casa.
- O jogo tem 8 expansões atualmente: Shadows of Angmar, Mines of Moria, Siege of Mirkwood, Rise of Isengard, Riders of Rohan, Helm's Deep, Mordor, Minas Morgul.
- O jogo é completamente grátis, mas partes do seu conteúdo são liberadas apenas com Turbine Points. Turbine Points são ganhos ao completar "deeds" ou podem ser comprados por micro-transições.
- Ao aderir o sistema F2P (Free to Play, sem pagamentos mensais) em Setembro de 2010, a Turbine dobrou seus lucros e dobrou o número de jogadores.
- Atualmente existem 10 classes: Burglar, Champion, Lore Master, Captain, Guardian, Hunter, Minstrel, Rune-keeper, Warden e Beorning.
- O jogador pode escolher entre 7 raças para jogar: Anões, Anões Stout-Axe, Humanos, Elfos, Alto-Elfos, Hobbits, Beorning.

## Mensalidade
O jogo é gratuito desde Setembro de 2010. Porém algumas partes do conteúdo não são liberadas. Esses conteúdos são liberados através do Lotro Store. No Lotro Store o jogador pode comprar itens, espaços na mochila do personagem, entre outros. Existem também "conjuntos" de regiões que liberam missões, instâncias (dugeons); esses são os mais comprados pois são muitas vezes indispensáveis para que os personagens subam de nível. As expansões também podem ser liberadas pelo Lotro Store.
A moeda no Lotro Store são os Turbine Points. Os Turbine Points são adquiridos através de conquistas dos personagens (deeds, em inglês) ou por micro-transições. Ou seja, o jogador pode ir liberando o conteúdo do jogo sem pagar nada. Todos os jogadores podem jogar o PVMP, com um personagem da classe Reaver, e somente jogadores que pagam mensalidade podem usar personagens das seis classes de monstros.

## Classes
Lord of the Rings Online (LOTRO) possui 9 classes atualmente.
| Classes     | Raças                   | Armadura (tipo)      | Escudos                          | Armas | Duas armas                | Função                                                |
| ----------- | ----------------------- | -------------------- | -------------------------------- | --- | ------------------------- | ----------------------------------------------------- |
| Burglar     | Man, Hobbit             | Light, Medium        |                                  | Daggers, 1H Clubs, 1H Maces, 1H Swords                                                                                         | Sim                       | Debuffer / Crowd control                              |
| Captain     | Man                     | Light, Medium, Heavy | Light                            | Daggers, 1H Axes, 1H Clubs, 1H Hammers, 1H Maces, 1H Swords, 2H Axes, 2H Clubs, 2H Hammers, 2H Swords, Spears, Halberds        | Não                       | Buffer / Pets / Tank / Healer                         |
| Champion    | Man, Elf, Dwarf         | Light, Medium, Heavy | Light, (Heavy com o Class Trait) | Daggers, 1H Axes, 1H Clubs, 1H Hammers, 1H Maces, 1H Swords, 2H Axes, 2H Hammers, 2H Swords, Spears, Bows                      | Sim                       | AoE / Melee Damage per second (dano por segundo)\|DPS |
| Guardian    | Man, Elf, Dwarf, Hobbit | Light, Medium, Heavy | Light, Heavy                     | Daggers, 1H Axes, 1H Clubs, 1H Hammers, 1H Maces, 1H Swords, 2H Axes, 2H Clubs, 2H Hammers, 2H Swords, Spears, Bows, Crossbows | Não                       | Tank / DPS                                            |
| Hunter      | Man, Elf, Dwarf, Hobbit | Light, Medium        |                                  | Daggers, 1H Axes, 1H Clubs, 1H Hammers, 1H Maces, 1H Swords, Spears, Bows, Crossbows                                           | Sim                       | Ranged DPS / Utility                                  |
| Lore-master | Man, Elf                | Light                |                                  | Staves, (1H Swords with Legendary Trait)                                                                                       | Sim (com Legendary Trait) | Debuffer / CC / Pets                                  |
| Minstrel    | Man, Elf, Dwarf, Hobbit | Light                | Light                            | Daggers, 1H Clubs, 1H Maces, 1H Swords, (1H Axes com habilidade passiva dos Anões)                                             | Não                       | Healer / Buffer / DPS                                 |
| Rune-keeper | Elf, Dwarf              | Light                |                                  | Rune Stones, (1H Axes com habilidade passiva dos Anões)                                                                        | Não                       | DPS / Healer                                          |
| Warden      | Man, Elf, Hobbit        | Light, Medium        | Light, Warden                    | Daggers, 1H Axes, 1H Clubs, 1H Hammers, 1H Maces, 1H Swords, Spears, Javelins                                                  | Não                       | Tank / DPS                                            |
| Beorning    | beorning                | Light, Medium, Heavy |                                  | Daggers, 1H Axes, 1H Clubs, 1H Hammers, 1H Maces, 1H Swords, 2H Axes, 2H Hammers, 2H Swords, Spears, Bows                      | Sim                       | DPS / Tank / Healer                                   |

- Burglar: O Burglar é ótimo em debuffs (efeitos negativos contra o inimigo), habilidades que reduzem o dano do inimigo deixando-o mais fácil para matar. Burglars podem ficar invisíveis para atacar o inimigo quando ele menos espera, ou utilizar truques que prejudicam o inimigo, ajudando o Burglar a mata-lo. Em grupos, os Burglars são bons com seus "debuffs" e com seu dano eficiente. É importante lembrar, que diferente de outros jogos do tipo, essa classe não é um assaltante de pessoas, ladrão ou mercenário; na Terra Média os Burglars usam suas habilidades para se auto defender do Inimigo¹. Essa classe foi inspirada em Bilbo Bolseiro.
- Captain: O Captain é um guerreiro capaz de usar buffs (efeitos positivos para os aliados). Eles podem chamar um aliado para lutar ao seu lado. Eles também podem marcar um inimigo, que sofrera mais com os ataques do grupo e do Captain. O Captain preserva a moral de seu grupo e traz a esperança quando ela parece perdida, restabelecendo as forças dos aliados. Essa classe foi inspirada em Eärnur.
- Champion: O champion é um lutador forte e determinado em causar danos altos e eficientes no seus inimigos. Ele possuí uma força física que permite causar dano em vários inimigos próximos. Nos grupos, o Champion procura derrotar vários inimigos com seus golpes devastadores. Os Champions na Terra Média, procuram matar o Inimigo¹ mais rápido possível para que ele não traga mais problemas para o mundo. Essa classe foi inspirada no anão Gimli, filho de Glóin.
- Guardian: O Guardian é um soldado determinado em proteger. Ele possui uma armadura e um estilo de combate que juntos, o-deixam difícil de ser atingido. Embora possuí uma boa força, diferente de um Champion, o Guardian usa essa força para se proteger. Na Terra Média o Guardian é o protetor dos fracos. Essa classe foi inspirada em Samwise Gamgee.
- Hunter: o Hunter é um arqueiro inteligente e eficiente em combate a distancia com arcos e flechas. Com seus ataques, o Hunter vai gerando mais "Foccus" que o-permite usar habilidades cada vez mais potentes. Na Terra Média, o Hunter fica afastado do combate de perto, mas se necessário, usa facas ou outras armas para se defender no combate corpo a corpo. Essa classe foi inspirada em Legolas.
- Lore Master: O Loremaster estudou durante anos sobre os segredos da Terra Média. Ele foca em impedir que o Inimigo lute e invoca aliados na natureza para auxilia-lo nas lutas. Eles são os estudiosos, guardiões do conhecimento. Na Terra Média, o Lore Master é especializado em Crowd Control, ou CC como é mais conhecido, que significa Controle de Grupo em português. Através do controle do combate, o Lore Master facilita a luta de um grupo contra vários inimigos. Essa classe foi inspirada em Elrond.
- Minstrel: O Minstrel é um bardo que utiliza o poder das canções, palavras e sons; para renovar a força e esperança dos aliados e enfraquecer e intimidar os inimigos. Na Terra Média, o violão, tambor, flauta, os poemas e as canções tem poder mágico. O Minstrel tem um vasto conhecimento disso, e utiliza como forma de combater o Inimigo¹. Essa classe é inspirada em Lúthien.
- Rune-keeper²: O Rune-keeper utiliza o poder das runas antigas e das línguas desconhecidas para invocar poderes que podem infligir dano mágico nos inimigos, ou curar aliados. Na Terra Média o Rune-keeper cria com seu conhecimento várias palavras que invocam poderes mágicos e desconhecidos para auxilia-lo na luta contra o Inimigo¹ ou para ajudar e dar suporte a seus aliados. Essa classe é inspirada em Celebrimbor.
- Warden²: O Warden conhece os truques no combate com a lança e sabe como utiliza-la melhor que qualquer outro. O Warden possui uma armadura mais leve que o-permite mover melhor. Nas lutas, o Warden chama atenção do inimigo com sua lança, protegendo os mais fracos do combate. Essa classe é inspirada em Lothlórien, Haldir e seus irmãos Rúmil e Orophin.

¹ - Na Terra Média, o exército de Sauron são conhecidos como o Inimigo (Enemy).

² - Necessita da expansão Mines of Moria.

## Raças
No jogo, o jogador pode criar um personagem. Esse personagem pode ser um Anão, Humano, Elfo ou Hobbit.
- Hobbits: Os Hobbits do Condado são um povo alegre e aventureiro. Diferente das outras raças, o Hobbit é mais resistente a corrupção. Os Hobbits antes da Terceira Era, eram pouco notados pelos humanos e pelos anões, mas com certeza, após os acontecimentos da Guerra do Anel, e da destruição do Anel, os Hobbits passaram a ter certa fama pelo mundo. De acordo com o Livro Vermelho, Bandobras Tûk (Urratouro), filho de Isengrim II, tinha 1 metro e 33 centímetros de altura e conseguia montar um cavalo.
- Anões: A raça mais antiga da Terra-Média (os anões foram criados primeiro mas ficaram presos em um sono até o despertar dos elfos),  e muito determinada. Os anões podem ser tanto amigáveis quanto rudes e grosseiros. São resistentes a corrupção do Inimigo, mas são facilmente atraídos pela ganância. Vivendo em cavernas nas montanhas, os anões se destacam pelo seu trabalho de primeira com metais e pedras.
- Humanos: Os humanos tem um grande futuro na Terra Média. Os humanos reinam e dominam terras, mas são fadados ao sono eterno. Facilmente atraídos pelo poder, vários reis humanos se tornaram "Black Riders", agentes de Sauron. Os humanos são conhecidos pela sua coragem e força de vontade.
- Elfos: Os primeiros a despertar na Terra Média e são uma raça imortal. Na primeira batalha contra Sauron, os humanos e os elfos se uniram contra o Inimigo. Mas depois da vitória, traições os separaram com o tempo.

## Profissões e Vocações
O jogo permite que o jogador escolha uma das 7 vocações. Cada vocação possuí 3 profissões. É como um conjunto de atividades que você escolhe para seu personagem exercer durante o jogo. Não é possível pegar profissões separadamente, você apenas escolhe a vocação, e só pode ser escolhida uma vocação.
Vocações: (não há uma tradução oficial de cada vocação/profissão)
- Armourer: Prospector + Metalsmith + Tailor
- Armsman: Prospector + Weaponsmith + Woodworker
- Explorer: Forester + Prospector + Tailor
- Historian: Farmer + Schoolar + Weaponsmith
- Tinker: Prospector + Jeweller + Cook
- Woodsman: Forester + Farmer + Woodworker
- Yeoman: Farmer + Tailor + Cook

Profissões:
- Cook (Cozinheiro):

Cozinheiros podem cozinhar comidas que recuperam a vida ou que dão mais atributos por um determinado tempo. Eles também fazem cordas para o alaúde (instrumento da classe Minstreal) para o ajudar na batalha. O cozinheiro precisa de materiais produzidos pelo Farmer (Fazendeiro), ou através do hobby de pescar.
- Farmer (Fazendeiro):

Fazendeiros plantam sementes, criando diversos alimentos, geralmente usados por um cozinheiro. Essa habilidade, diferente das outras, precisa de sementes para conseguir os alimentos. Fazendeiros também produzem certas plantas para o "Schoolar" usar na criação de tintas ou para os jogadores da classe Hunter (caçador) criarem armadilhas.
- Forester:

Foresters cortam arvores para pegar lenha. Eles também fazem couro com o pelo dos animais, esse couro é utilizado por um alfaiate na criação de roupas e armaduras de couro.
- Jeweller (Joalheiro):

Joalheiros fazem vários tipos de colares, anéis e outros utensílios feitos de metais e pedras raras. Eles também fazem runas para a classe Champion e "runestones" para a classe Rune-Keeper. Joalheiros conseguem metais e gemas com um prospector.
- Metalsmith (Ferreiro):

Ferreiros fazem escudos e armaduras pesadas através de metais. Eles conseguem seu material com prospectors, jewellers e tailors.
- Prospector (minerador):

Mineradores utilizam uma picareta para conseguir pegar pedras, metais, minérios e gemas em vários lugares. Eles criam barras de metais que são usadas por jewellers, weaponsmiths, e metalsmiths.
- Scholar:

Scholar combina a extração com a produção. Eles decifram a história das ruinas. Scholar usam a items históricos da Terra-Média e outros ingredientes para fazer venenos, encantamentos para arcos, pergaminhos que servem para ajudar em lutas, entre outros. Eles também fazem tinta, e escrevem livros para as classes: hunter, loremaster, e minstrel.
- Tailor (alfaiate):

Alfaiates fazem armaduras leves e de couro, bandeiras para a classe captain e bolsas para a classe rune-keeper. Armaduras leves precisam de tecidos que se compram em vendedores, e armaduras de couro precisam do couro que os foresters pegam dos animais.
- Weaponsmith (ferreiro de armas):

Ferreiros de armas produzem machados, espadas e maças. Eles também produzem armadilhas para a classe hunter.
- Woodworker:

Woodworkers fazem vários materiais com madeira. Eles conseguem a madeira com um forester.

## Traits, Deeds e Titles
Certas realizações, como explorar uma vasta região, são recompensadas por "Deeds". Esses Deeds geralmente dão ao personagem Titles (títulos) e Traits. A partir de Setembro de 2010, Deeds também dão, a conta do personagem, os Turbine Points.
Titles (títulos) são palavras que mostram algo mais sobre seu personagem, e vêm antes do nome de exibição dele na Terra Média. Por exemplo, se seu personagem se chama Arthur, você pode ganhar títulos como:
- Arthur of Bree (significa que seu personagem veio da região de Bree).
- Arthur the Undying (representa a resistencia do meu personagem, que chegou ao nível 20 sem ser derrotado).

Traits são habilidades passivas que podem ser ativadas no seu personagem durante os combates. Os traits podem ser classificados em:
- Virtue Traits: Esses geralmente são adquiridos por Deeds em que você deve matar certas criaturas e monstros, esses geralmente aumentam seus atributos, dão mais pontos de vida, mais resistências, entre outros.
- Class Traits: Class Traits melhoram ou deixam uma certa habilidade de sua classe mais forte, ou mais eficiente. Por exemplo, se você é um Champion pode conseguir um Class Trait que aumentará a chance de crítico de uma habilidade.
- Racial Traits: Esses são específicos para cada raça. Eles geralmente melhoram habilidades raciais.
- Legendary Traits: Os Traits Legendary são muito raros e são específicos a cada classe. Você libera eles com Deeds em que você precisa de livros e páginas específicas a cada classe.

## Sistema de Música
Em LOTRO, você pode tocar vários instrumentos. Violões, tambores, flautas, harpas, entre outros instrumentos. A classe Minstrel tem acesso a todos, as outras classes tem acesso a determinados instrumentos. O sistema permite que você toque várias notas, ou seja, você pode compor músicas ou tentar tocar músicas já existentes. É muito comum jogadores criarem e trabalharem como bandas, já que o sistema permite que os sons se misturem no ambiente.

## Kinships
No jogo você poderá se associar a uma "kinship". Kinships são guildas de jogadores com objetivos em comum, regidas por um líder, um vice-líder e um grupo de officers (diretores). Seus membros podem ser recrutas ou kinsmans. O líder pode comprar uma casa específica para kinships, aonde todo membro terá acesso similar a de uma casa particular. Assim que é convidado para uma kinship, o jogador passa a ostentar o nome da mesma logo abaixo do seu nome. Os maiores desafios do jogo, como as raids para 12 ou 24 pessoas, são geralmente frequentados por grupos inteiros de uma só kinship.

## Recepção do jogo
Lord of the Rings Online foi muito bem recebido e teve várias aprovações por críticos, como opiniões continuam a aparecer desde o lançamento inicial do jogo. GameDaily deu uma nota de 9/10 para o jogo pelo seu universo de fantasia bem detalhado, pelo sistema de trait e titles e pela história onde está o grande trabalho de J. R. R. Tolkien. Yahoo! Video Games fez uma revisão com algumas críticas e com uma nota de 4/5. "Computer and Video Games" (uma revista britânica) disse que o jogo era essencial para fans da saga Senhor dos Anéis e deu 9.2 em 10. "Eurogamer" deu uma nota de 9/10 falando que era um jogo difícil de resistir. Gamespy deu 4.5/5 estrelas por causa da Terra-Média bem detalhada mas criticou o sistema de PvP. "GameTrailers" deu uma nota de 8.5/10, citando alguns problemas interessantes no jogo. "IGN.com" deu 8.6/10 criticando a dificuldade que de expandir o conteúdo, já que está presa aos livros de Tolkien. O New York Times falou que o jogo é um bom jogo porque ele faz o jogador interagir com o conto de Tolkien.
Em agosto de 2007, Lord of the Rings Online ganhou o Golden Joystick Awards, e em outubro de 2008, ganhou o mesmo prêmio novamente. Em janeiro de 2009, Lord of the Rings Online ganhou o prêmio "MMO Expansion of the Year" do mmorpg.com pela expansão Mines of Moria.